# Portal de l'Àngel
L'Avinguda del Portal de l'Àngel, nota anche semplicemente come Portal de l'Àngel è una strada pedonale nel quartiere Ciutat Vella di Barcellona che si estende da Plaça de Catalunya e prosegue nel Carrer de Cuccurulla, che ne costituisce il prolungamento fino al Carrer de la Portaferrissa. La strada ingloba l'antica Porta dell'Angelo (da cui deriva il nome) e la piazza di Sant'Anna.
È una delle strade commerciali principali di Barcellona e ospita un gran numero di negozi facenti capo a catene multinazionali o di grande distribuzione.
Anticamente in questa strada sorgeva una delle porte della cinta muraria di Barcellona, la porta dell'Angelo, e nel corso del tempo ha cambiato denominazione più volte: Portal de l'Angel, Plaça Santa Anna, Fivaller; nel Medioevo era nota come Portal dels Orbs ("porta dei ciechi").

## Storia

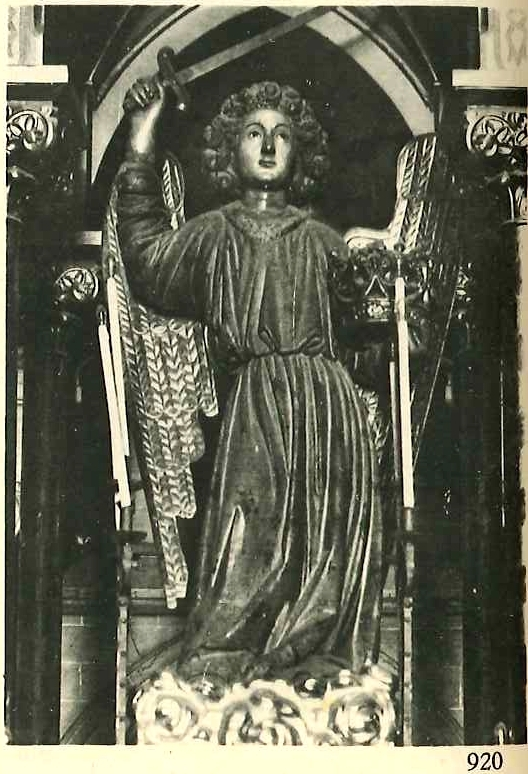
La statua originaria dell'Angelo custode del 1466, distrutta nel 1936 durante la guerra civile spagnola

Nell'alto medioevo questa zona si trovava al di fuori della cinta muraria romana ed era attraversata da un torrente che poi svoltava per passare davanti alla chiesa di Santa Maria del Pi per sfociare nel cosiddetto Cagalell o Merdançar, altro corso d'acqua che attraversava La Rambla denominato in quel modo perché svolgeva la funzione di fogna, raccogliendo liquami e acque di scolo. Per di qua passava una delle strade che uscivano dalla città partendo dal portal del Bisbe.
Al principio del X secolo, quando si formarono i primi borghi fuori mura (ravals, città nuove), si iniziarono a costruire case ai lati della strada e con la realizzazione delle nuove mura nel XIII secolo vi fu collocata una porta detta "dei ciechi" (dels Orbs) perché luogo di raduno di ciechi, storpi e mendicanti che vivevano in baracche situate poco lontano.
Secondo una leggenda, quando san Vincenzo Ferrari venne in visita a Barcellona nel 1419 in questo luogo apparve un angelo che annunciava di esser lì per custodire e vegliare sulla città e da questo avvenimento derivò il nome attuale, che divenne ufficiale il 30 gennaio 1466 su iniziativa di Pietro V d'Aragona in segno di ringraziamento per la fine di una pestilenza che aveva colpito la città. 
Qualche mese più tardi, nel novembre 1466 dopo la morte di Pietro V fu innalzata una statua dell'angelo custode voluta dal re. La scultura, posizionata in una cappella ricavata all'interno delle mura, rimase al suo posto fino al 1859, quando venne abbattuta la cinta muraria. La statua fu quindi riposizionata prima sulla porta del monastero di Sant'Anna e successivamente sulla chiesa dell'Angelo Custode di Hostafrancs (allora appena realizzata) per finire poi distrutta durante la guerra civile spagnola nel corso delle azioni anticlericali che avvenivano in tutta la Catalogna.

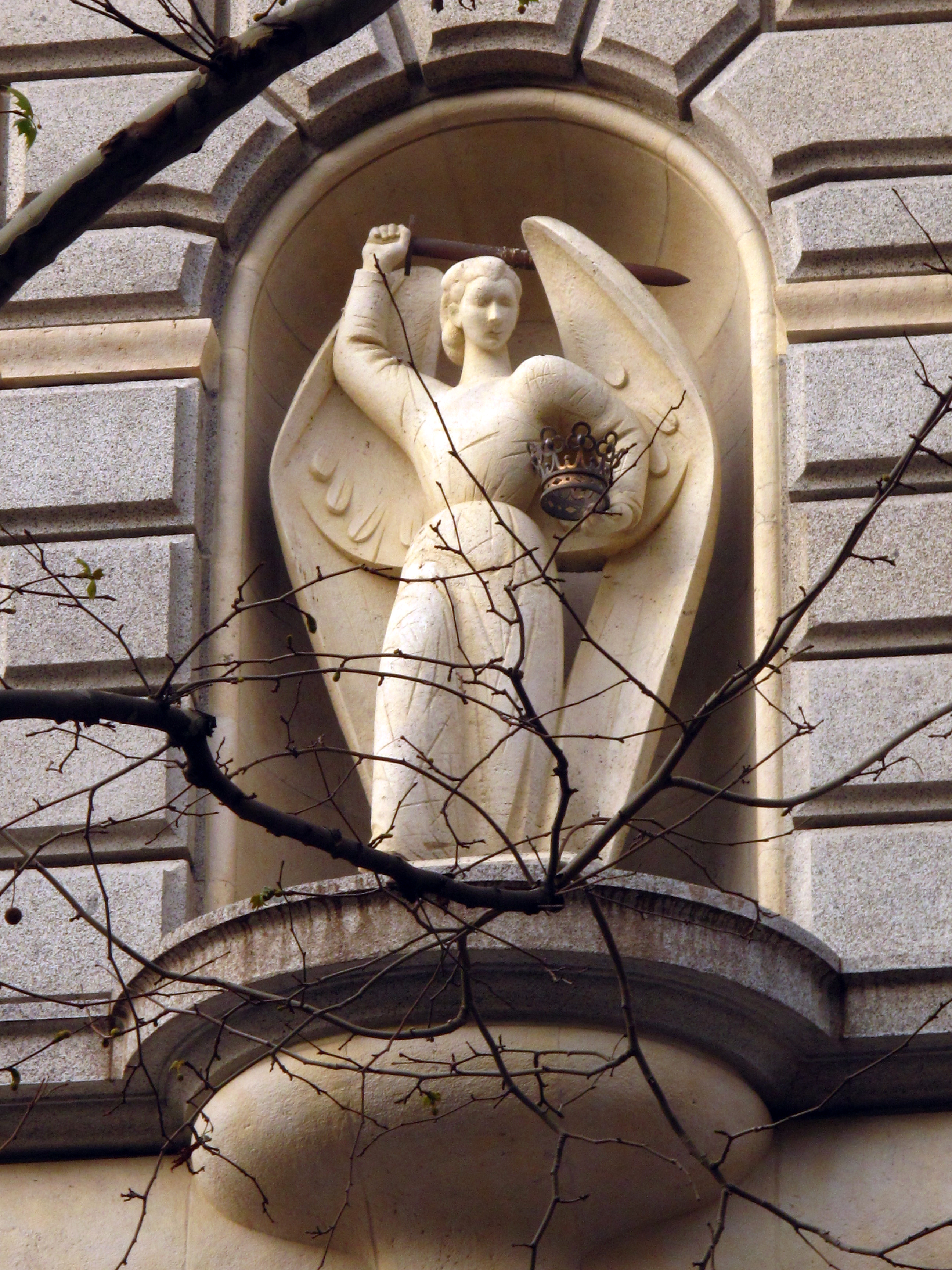
Odierna statua dell'Angelo custode

All'inizio della strada si trova ancora una statua di un angelo in una nicchia dell'edificio che ospita il Banco de España; la scultura fu realizzata nel 1957 da Àngel Ferrant su proposta di Eugeni d'Ors.
Per un lungo periodo, quando ancora era presente la statua dell'angelo, il 2 ottobre di ogni anno si celebrava tradizionalmente una festa in suo onore in cui si mangiavano melagrane come protezione dalle malattie infettive.